# Подобовець (курорт)

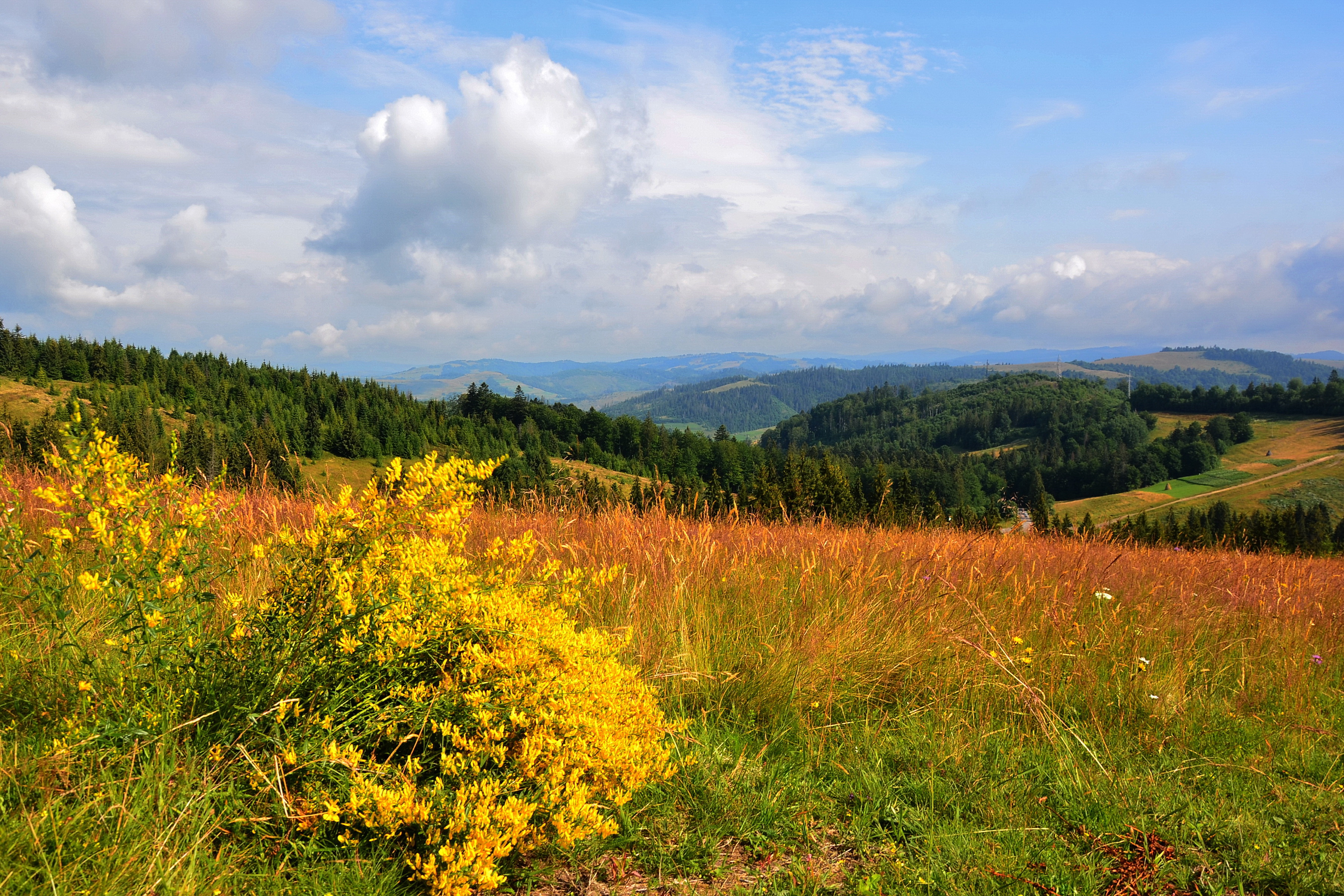
Пейзажі навколо садиби Справжня казка

Подобовець — український гірськолижний курорт розташований у гірському селі Подобовець на межі Воловецького району (Закарпатська область) біля підніжжя гори Великий Верх, полонини Боржава на висоті 950 м над рівнем моря.

## Траси
- Є кілька трас довжиною до 2500 м.
- Верхня частина трас розрахована на досвідчених лижників і сноубордистів, для новачків - з середини траси.
- Є навчальна траса довжиною 400 м.
- Є ратраки для догляду за трасами.

## Види витягів
- Бугельний «МЕД-РЕСТ» — 1300 м
- Бугельний «Подобовець-2000» — 1250 м
- Бугельний «Подобовець СКІ» — 400 м